# Waśkiwci (obwód czernihowski)
Waśkiwci (ukr. Васьківці) – wieś na Ukrainie, w obwodzie czernihowskim, w rejonie sribnianskim, nad rzeką Trostianką. W 2001 roku liczyła 700 mieszkańców.
Pierwsza wzmianka o miejscowości pochodzi z 1666 roku. W czasach radzieckich w miejscowości znajdował się kołchoz „Żowteń”.